# Пилецкий, Ян
Ян Пилецкий (пол. Jan Pilecki, Jan z Pilczy; около 1405—1476) — польский государственный деятель, староста краковский (1440), староста жидачевский (1471), воевода краковский (1459—1472), каштелян краковский (1472—1476).

## Биография
Представитель польского дворянского рода Пилецких герба «Лелива». Родился около 1405 года. Сын каштеляна краковского Винцентия Грановского (ок. 1370—1410). Его мать Эльжбета Пилецкая (1372—1420), дочь старосты львовского Оттона из Пилицы), вторая жена Винцентия Грановского в 1417 году стала третьей женой польского короля Владислава II Ягелло.
После смерти своей матери в 1420 году польский король заботился о судьбе пасынков, в том числе и Яна Пилецкого.
В начале 1420-х король при содействии матери Яна Пилецкого предоставил ему право главы над ярославскими ленниками и титул графа. Ян Длугош утверждал, что этот титул отменил канцлер Войцех Ястшембец, отказавшийся ставить печать на королевской грамоте.
В 1430 году ручался королю при Яна Длугоше из Недзельска. До 1450 года чаще назывался Ян Грановский. По крайней мере с 1450 года его главной резиденцией являлся замок Ланьцут, в котором в свое время часто находился король Владислав II Ягелло во время поездок в Русь (1421, 1423, 1424, 1427, 1431, 1433, 1434). После варненской катастрофы, где погиб король Владислав III в 1444 году, Ян Пилецкий вместе с Петром Куровским и королевой Софией начали прилагать усилия по избранию новым королем Казимира Ягеллоновича, тогда великого князя Литовского.
На ноябрьском Сейме 1472 года в Пётркуве Ян Пилецкий был назначен каштеляном краковским. Скончался в конце 1476 года.

## Семья
Жена — Ядвига Куровская, дочь сандецкого и люблинского каштеляна Петра Куровского герба Шренява. Их дети:
- Станислав Пилецкий (+ 1493), подкоморий пшемысльский
- Ян Пилецкий (ок. 1450—1496), воевода русский и сандомирский
- Отто (Оттон) Пилецкий (+ 1504), каштелян краковский
- Барбара Пилецкая, жена русского воеводы Станислава из Ходча[2].